# Ceglie
Ceglie (in sloveno Čelje) è un insediamento del comune di Bisterza, in Slovenia.
Nella frazione si trova la parrocchiale di San Geronimo che dipende dalla diocesi di Capodistria.

## Storia
Nel 1924 il comune di Ceglie fu soppresso e aggregato a Primano.
Nel 1947 con l'annessione alla Jugoslavia entrò a far parte con il comune di Primano del comune di Villa del Nevoso.